# Abtei und Saaleaue bei Planena
Koordinaten: 51° 25′ 28″ N, 11° 57′ 30″ O

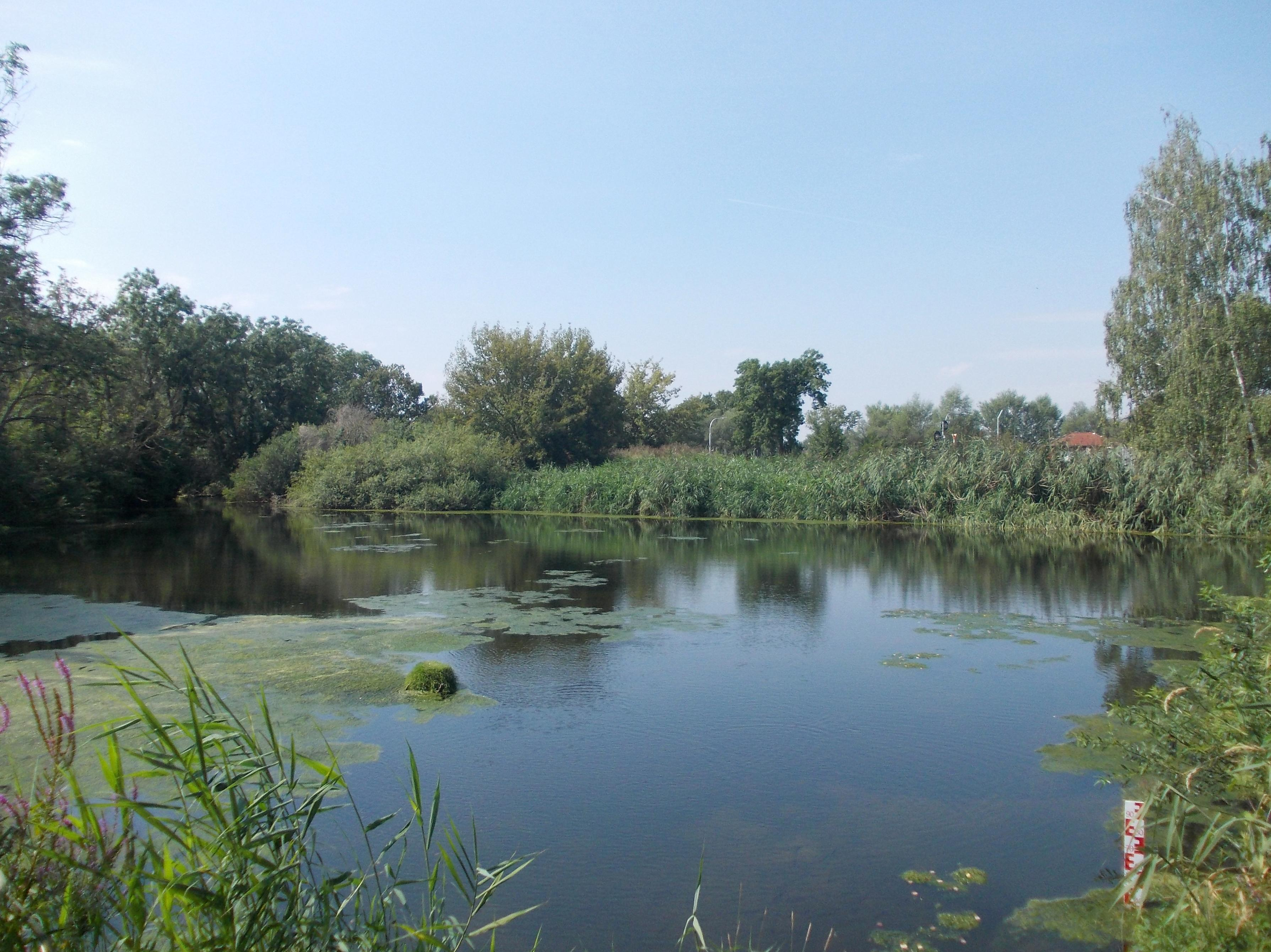
Naturschutzgebiet „Abtei und Saaleaue bei Planena“

Die Abtei und Saaleaue bei Planena ist ein Naturschutzgebiet in der Stadt Halle (Saale) und der Gemeinde Schkopau im Saalekreis in Sachsen-Anhalt.

## Allgemeines
Das Naturschutzgebiet mit dem Kennzeichen NSG 0364 ist rund 381 Hektar groß. Davon entfallen 97,28 Hektar auf die Stadt Halle. Das Gebiet ist vollständig Bestandteil des EU-Vogelschutzgebietes „Saale-Elster-Aue südlich Halle“ und teilweise Bestandteil des FFH-Gebietes „Saale-, Elster-, Luppe-Aue zwischen Merseburg und Halle“. Im Nordosten grenzt es an das Naturschutzgebiet „Saale-Elster-Aue bei Halle“. Etwas flussabwärts schließt sich das Naturschutzgebiet „Pfingstanger bei Wörmlitz“ an. Das Naturschutzgebiet ist fast vollständig vom Landschaftsschutzgebiet „Saale“ umgeben. Das Gebiet steht seit 2003 unter Schutz (Datum der Verordnung: 2. April 2003). Zuständige untere Naturschutzbehörden sind die Stadt Halle (Saale) und der Saalekreis.

## Beschreibung
Das aus drei Teilflächen bestehende Naturschutzgebiet liegt zwischen Halle (Saale) und einem Industriegebiet westlich von Schkopau in einer Saaleschleife. Es stellt einen Ausschnitt der Saale-Elster-Aue mit Auwaldresten, ausgedehnten Röhrichtbereichen, Altwassern, verschiedenen Stillgewässern sowie landwirtschaftlichen Nutzflächen unter Schutz. Es beinhaltet u. a. die Abtei und den von einem Altarm der Saale umgebenen Nordteil des Hohenweideschen Werders im Westen, die Bauernweiden bei Planena im Süden sowie das ehemalige Beesener Holz und das Pfarrholz im Osten. Der Bereich der Schleuseninsel mit Wehr und Wasserkraftwerk bei Planena, hier befindet sich eine Fischaufstiegsanlage, sowie die Schleuse Planena und der Schleusenkanal sind nicht Bestandteil des Naturschutzgebietes. Ebenso ist die Stromsaale selber aus dem Geltungsbereich der Naturschutzverordnung ausgespart. Das Naturschutzgebiet unterliegt größtenteils der natürlichen Gewässerdynamik und wird bei Hochwasser von Saale, Weiße Elster oder Gerwische überflutet oder ist zumindest qualmwasserbeeinflusst. Das Gebiet stellt so auch eine bedeutsame Retentionsfläche dar.
Die Neubaustrecke Erfurt–Leipzig/Halle quert das Gebiet im Süden. Die Neubaustrecke selbst verläuft auf einer knapp 6,5 Kilometer langen Talbrücke. Zwischen Ammendorf/Beesen und Planena verläuft ein Trinkwasserlehrpfad mit Informationstafeln an neun Stationen durch das Naturschutzgebiet.

## Flora
Die Auwaldreste bestehen in erster Linie aus Hartholzauwäldern mit Esche, Stieleiche und Ulme. Weiterhin sind Berg- und Spitzahorn zu finden. Die Strauchschicht wird von Schwarzem Holunder, Europäischem Pfaffenhütchen, Rotem Hartriegel und Weißdornen gebildet. In der Krautschicht dominieren im Frühjahr Gelbes Windröschen und Waldgoldstern, im Sommer und Spätsommer Krause Ringdistel, Taumelkälberkropf und Giersch sowie Große Brennnessel. Daneben stocken entlang der Fließgewässer Erlen-Eschenwälder und Weichholzauwälder. Auf den überwiegend als Mähwiesen genutzten Grünländern siedeln u. a. Hohes Veilchen, Färberscharte, Kantenlauch, Nordisches Labkraut, Zierliches Tausendgüldenkraut und Langblättriger Ehrenpreis. Weiterhin sind artenreiche Hochstauden- und Uferstaudenfluren sowie Waldsäume zu finden. In den Fließgewässern siedelt z. B. Flutender Wasserhahnenfuß. Im Bereich der Abtei nördlich der Schleuseninsel sind 18 Hektar Auwald als Totalreservat der ungestörten Entwicklung vorbehalten.

## Fauna
Das Naturschutzgebiet ist Lebensraum einer artenreichen Fauna. So sind hier u. a. Wespenbussard, Schwarz- und Rotmilan, Rohrweihe, Eisvogel, Schwarz- und Kleinspecht, Wachtelkönig, Neuntöter, Wendehals, Tafelente, Zwergtaucher, Nachtigall, Schlagschwirl, Feldschwirl, Sperbergrasmücke und Schwanzmeise heimisch. Alle genannten Vögel brüten hier auch. Insbesondere die Teichgebiete bei Planena werden auch als Rast- und Nahrungsplatz von zahlreichen Wat- und Wasservögeln aufgesucht. Weiterhin sind im Naturschutzgebiet seltene, holzbewohnende Käferarten, Schmetterlinge und andere Insekten, verschiedene Amphibien und Reptilien, darunter Seefrosch und Ringelnatter sowie Fledermäuse, u. a. Großes Mausohr, zu finden. Die Gewässer sind Lebensraum u. a. von Bitterling und Schlammpeitzger.